# Émeric Paillasson
Émeric Paillasson, né le 13 juin 1982 à Saint-Martin-d'Hères, est un handballeur français évoluant dans les années 2000 et 2010 comme arrière spécialiste de la défense.
Formé au Chambéry SH, Paillasson remporte un titre de Champion de France et une Coupe de la Ligue avec son premier club puis le titre de champion de D2 avec Saint-Raphaël et une montée en D1 avec Chartres.
Il est le cousin de Robin Molinié qu'il fait venir successivement à Chambéry, Saint-Raphaël et Chartres avec lui et dans ses études.

## Biographie

### Formation et débuts à Chambéry
Natif de Saint-Martin-d'Hères, Émeric Paillasson effectue son sport-étude lycée Louis Armand de Chambéry aux côtés de joueurs comme Benjamin Gille, Cyril Dumoulin ou encore Maxime Cherblanc (qu'il retrouvera plus tard à Chartres).
Formé au Chambéry SH, il est Champion de France en 2001. En 2002, Émeric Paillasson est l'espoir du handball lors de la 1re édition des étoiles du sport. Jackson Richardson est son parrain.

### Paris puis Saint-Raphaël (2005-2011)
Paillasson part au Paris Handball en 2005.
En mars 2007, Émeric Paillasson est recruté en tant que joker médical par le Saint-Raphaël Var Handball et son entraineur Christian Gaudin à la suite des blessures de Louis Mathis et Jonathan Magnusson. le club joue alors le haut de classement de ProD2 et remporte le championnat.

### Dernière année en D1 avec Chartres (2011-2016)

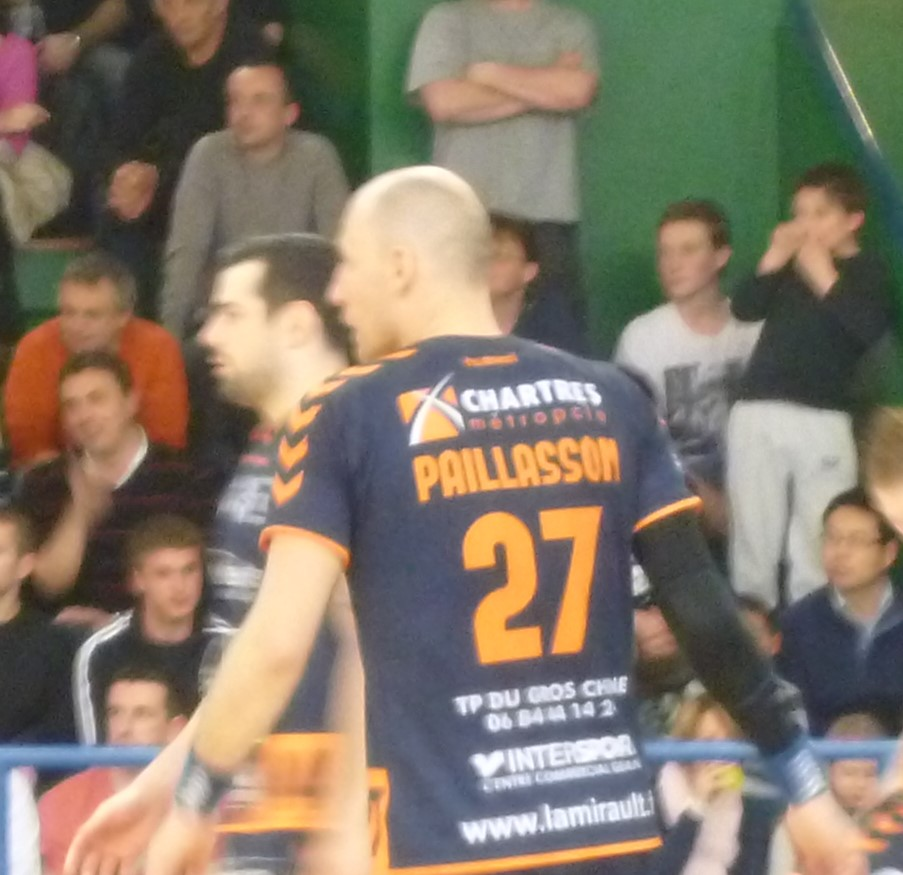
Paillasson avec le CMHB 28 en 2014.

À l'été 2011, Émeric Paillasson rejoint le Chartres Métropole HB 28, promu en Pro D2. À la fin de l'année, il devient le nouveau président de l'AJPH, syndicat des joueurs, à la suite du retrait de Marc-Olivier Albertini.
Au terme de la saison 2012-2013, Émeric Paillasson fait partie de l'équipe type de la saison de Pro D2 avec son coéquipier Maxime Cherblanc,. Dès la première saison, il prolonge son contrat (de deux ans initialement) jusqu'en 2016.
Pour la saison 2014-2015, Alric Monnier est élu le capitaine principal de Chartres mais l’ailier droit est indisponible jusqu'en novembre. C’est Émeric Paillasson, joueur-cadre du collectif, qui prend le brassard de capitaine à la reprise du championnat. Cette saison, il joue moins en attaque à cause du recrutement sur les postes où il évolue jusqu'à présent. Il joue la défense et la montée de balle, les autres joueurs prenant la relève pour l’attaque. À la fin de l'exercice, le club chartrain remporte les play-off de ProD2 et est promu en D1.
En janvier 2016, il annonce qu'il met un terme à sa carrière professionnelle à la fin de la saison et de son contrat. Le 2 juin 2016, à 33 ans, le défenseur chartrain dispute face à Chambéry, son club formateur, son 358 et dernier match de championnat en seize ans de professionnalisme.

### Reconversion
Toute en connaissant une carrière de joueur professionnel de handball, Paillasson continue ses études. Il passe d'abord un DUT, Gestion, comptabilité, finance (2000 – 2003) puis une Licence professionnelle en commercialisation de produits et services sportifs au CESNI (2003 – 2004), un Master 1 finance et gestion (2004-2005) à l'IAE de Grenoble, un Master 2 économie du sport et du tourisme à l'université Pierre-Mendès-France - Grenoble (2006-2007). Après l’obtention d’un Master en économie et droit du sport, il enchaîne sur un second Master à Grenoble École de management (2009-2012).
Dès sa première saison de retraité des terrains, il intègre la direction du club de Saint-Raphaël en tant que directeur marketing, communication & commercial.

## Statistiques
| Saison  | Club           | Matchs | Buts / tirs | Avert. | 2 min |
| ------- | -------------- | ------ | ----------- | ------ | ----- |
| 2004-05 | Chambéry       | 22     | 35 / 40     | 1      | 9     |
| 2005-06 | Paris Handball | 20     | 12 / 14     | 1      | 9     |
| 2006-07 | Paris Handball | 12     | 21 / 26     | 3      | 5     |
| 2007-08 | Saint-Raphaël  | 25     | 44 / 54     | 8      | 20    |
| 2008-09 | Saint-Raphaël  | 22     | 37 / 50     | 6      | 9     |
| 2009-10 | Saint-Raphaël  | 16     | 20 / 27     | 9      | 14    |
| 2010-11 | Saint-Raphaël  | 25     | 35 / 41     | 3      | 8     |
| Total   | -              | 142    | 204 / 252   | 31     | 74    |

## Palmarès
- Coupe d’Europe des vainqueurs de Coupe : 
  - Quart de finaliste : 2003 (avec Chambéry)

- Championnat de France (1) :
  - Champion : 2001 (avec Chambéry)
  - Vice-champion : 2002, 2003 (avec Chambéry)

- Coupe de France :
  - Vainqueur: 2007 (avec Paris)
  - Finaliste : 2002, 2005 (avec Chambéry)

- Coupe de la Ligue (1) : 
  - Vainqueur : 2002 (avec Chambéry)
  - Finaliste : 2006 (avec Paris) et 2009-2010 (avec St-Raphaël)

- Championnat de France D2 (1) :
  - Champion : 2007 (avec St-Raphaël)
  - Vainqueur des play-off : 2015 (avec Chartres)

- Eurotournoi (2) : 
  - Vainqueur : 2001, 2003  (avec Chambéry)

- Schlecker cup (de) :
  - Finaliste : 2002[16] (avec Chambéry)